# گورگن سارگسیان
گورگن سارگسیان (ارمنی: Գուրգեն Բայթունի Սարգսյան؛ زادهٔ ۱۰ ژوئن ۱۹۶۴) یک سیاستمدار اهل ارمنستان است که از تاریخ ۲۱ آوریل ۲۰۰۸ تا تاریخ ۱۵ مارس ۲۰۱۰ در دولت تیگران سارگسیان سمت وزیر ترابری و ارتباطات ارمنستان را بر عهده داشت.

## زندگی‌نامه
در ۱۰ ژوئن ۱۹۶۴ در ایروان به دنیا آمد و از  دانشگاه ملی پلی‌تکنیک ارمنستان فارغ‌التحصیل شد. .